# Amaury de Cazanove
 (octobre 2018).
Amaury de Cazanove (Avize, 5 janvier 1845 - château de Loran, 8 octobre 1916) est un militaire et écrivain français.

## Biographie
Amaury de Cazanove, né le 5 janvier 1845 au château d'Avize (Avize, Marne), est le fils de Charles Nicolas de Bigault de Cazanove (1818-1903), directeur de la maison de champagne « Charles de Cazanove » et président de la Société d’horticulture de l'arrondissement d'Épernay, et de Clarisse Poultier.
Il est marié à Marthe d'Ariste, fille du vice-Président du Sénat impérial Auguste Dariste. Père de cinq enfants, il est aussi le grand-père de l'amiral Paul de Bigault de Cazanove.
Issu d'une très ancienne famille d'extraction chevaleresque établie en Champagne, il quitte sa région pour s'établir avec son épouse au château de Salles, Sallespisse, en 1879.

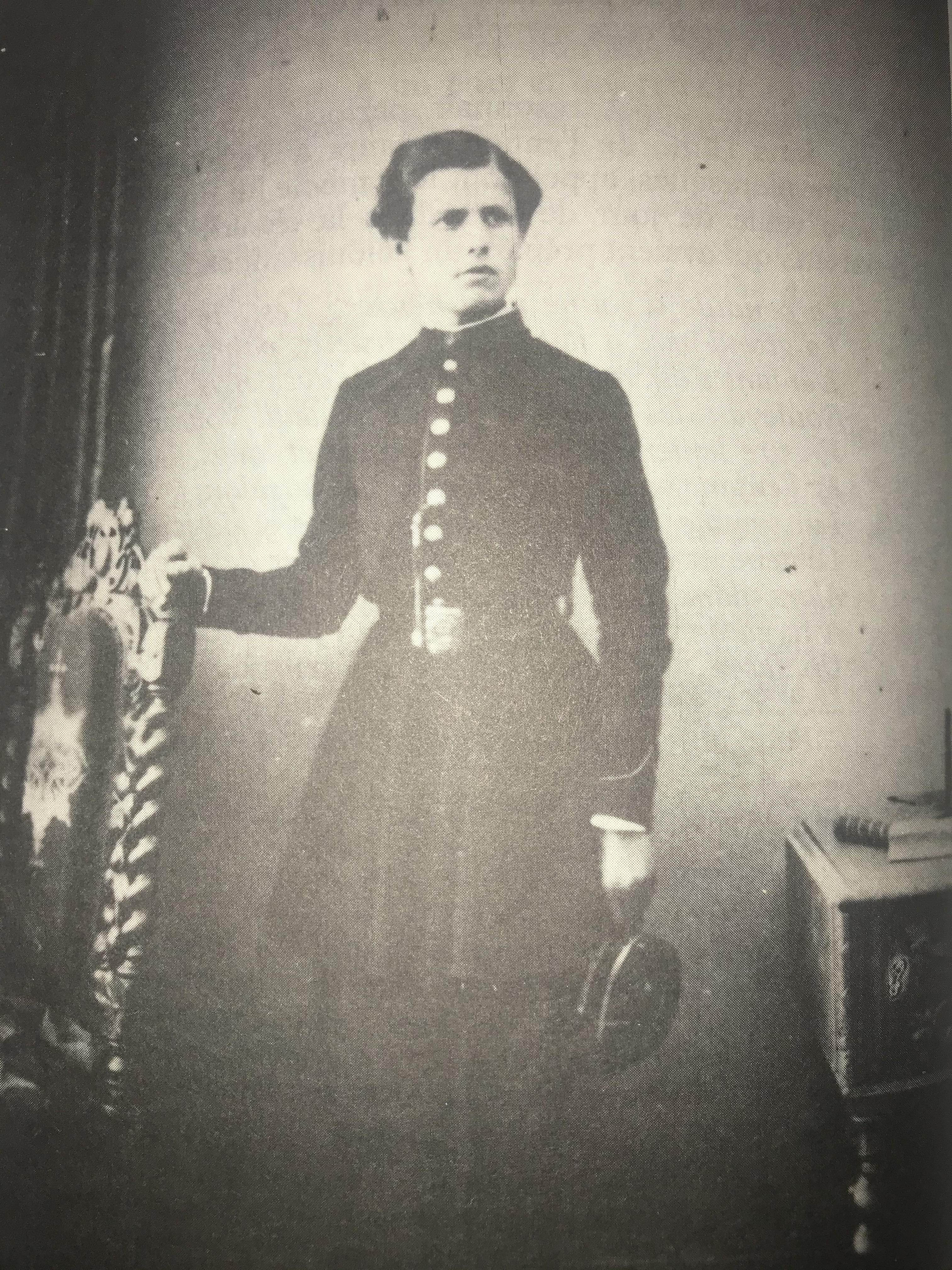
Amaury de Cazanove en costume de Lieutenant de la Garde mobile

Gentilhomme poète, "l'aristocrate racé" constitua un véritable cénacle littéraire qu'il réunissait dans le fumoir de sa propriété. Ce cercle distingué rassemblait des intellectuels comme le poète Charles de Bordeu, le poète Francis Jammes, le conservateur du musée de Pau et graveur Paul Lafond, le député Adrien Planté, le Père Lhande...
Grand amateur de chevaux, il affectionnait chasser à courre dans les forêts landaises ou les renards au Pau Hunt.
Amaury de Cazanove, qui avait obtenu un baccalauréat de lettres au collège de Saint-Dizier (Haute-Marne) en 1863, fut critique littéraire de 1867 à 1870, date où il s'engagea dans l'armée. Il fut en effet combattant volontaire puis lieutenant dans la Garde nationale mobile.
Amaury de Cazanove tenta en vain de s’engager en 1915, âgé de soixante-dix ans.
Il décéda le 8 octobre 1916 au château de Loran, près de Mirande (Gers).

## Œuvres
Amaury de Cazanove publia trois recueils de poèmes :
- Les Chevaleresques (1879)
- La Mandragore (1886)
- Maylis (1906)